# Martina Pascual Martí
Martina Pascual Martí (Palma, el 13 de maig de 1903 - Palma, el 26 de maig de 1962) va ser una bibliotecària balear, i la primera bibliotecària de Palma.

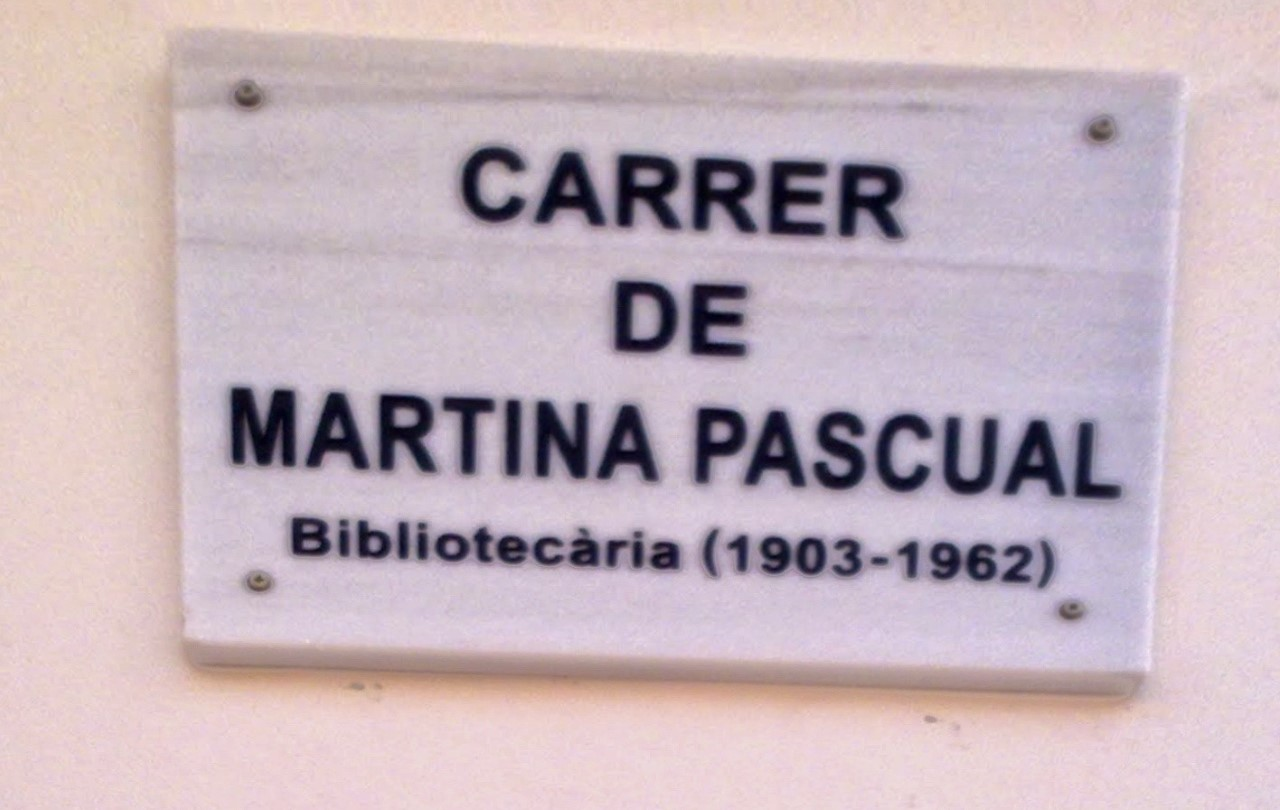
Placa del carrer que des del 20 març de 2010 l'Ajuntament de Palma dedicà a Martina Pascual

Filla de Martí Pascual Bover, el setembre de 1922, a l'edat de 19 anys, va sol·licitar fer l'examen d'ingrés a l'Escola Superior de Bibliotecàries de Catalunya. En ser admessa a l'examen d'ingrés per a iniciar la nova carrera, ja posseïa un títol de mestra de primer ensenyament, uns estudis que havia realitzat a Palma i que havia acabat l'any anterior.
Martina Pascual va formar part de la vuitena promoció que iniciava els estudis a l'Escola Superior de Bibliotecàries. L'escola havia estat creada el 1915 per la Mancomunitat de Catalunya. Entre els seus professors, destacava Jordi Rubió, que fou director de la Biblioteca de Catalunya i de la Xarxa de Biblioteques Populars.
El 1925 va obtenir el Diploma de Bibliotecària i, poc després, el maig de 1926, es va casar amb Lluís Obrador Billón, que era fill de l'escriptor i erudit Mateu Obrador Bennàssar. El matrimoni va viure alguns anys a l'Argentina. Martina Pascual quedà viuda i això coincidí amb el seu retorn a Mallorca. Quasi 10 anys després, el 1942, va contreure matrimoni en segones núpcies amb Francesc Aguiló Molina, cònsol honorari britànic a Mallorca.
Poc després de proclamada la Segona República, el juny de 1931 fou nomenada bibliotecària interina de l'Ajuntament de Palma i, el setembre de 1933, després del concurs corresponent, bibliotecària municipal, càrrec que va exercir fins a la seva mort. Des del primer moment, va organitzar els serveis de la biblioteca i en va catalogar els llibres aplicant criteris tècnics i professionals. A més dels seus estudis de Magisteri i Biblioteconomia també tenia coneixements de francès, un dels requisits del concurs oposició de la plaça.
Tot i que la seva feina havia començat el 1931, la biblioteca de Cort no obrí les portes al públic fins al 1935. Fou inaugurada el 20 de setembre de 1935 i, fins al 1962, Martina Pascual en va estar al capdavant de la gestió i va apropar la lectura a tots els ciutadans.
Els anys de la Guerra Civil, probablement, foren els més durs per a Martina Pascual i la biblioteca. Les lleis i els decrets de censura i depuració varen afectar el personal que treballava a l'Ajuntament. Els fons varen ser expurgats i, a la bibliotecària, se li aplicà un expedient de depuració. Amb motiu de la depuració de funcionaris, el 24 de setembre de 1936, declarava que ella no havia format part de cap partit polític. Ara bé, Martina Pascual havia estat una de les poques dones que havia signat la Resposta als catalans, en què participaren 53 representants de la cultura de Mallorca. El manifest fou publicat el 10 de juny de 1936 i s'hi reconeixien les relacions històriques entre Catalunya i les Balears; s'hi expressava la voluntat de mantenir en el futur les relacions basades en la comunitat de llengua i, per tant, de cultura.
També és conegut l'episodi en què es conta que va protegir la biblioteca a l'inici de la Guerra Civil davant la possible purga que en volien fer els falangistes. Martina Pascual anà a ca seva a cercar un matalàs i es va plantar a la biblioteca perquè no s'hi dugués a terme una crema de llibres. Sembla que la biblioteca va estar tancada durant la guerra i que, durant aquest temps, fou la seu de la defensa passiva antiaèria
En plena dictadura franquista, a finals dels anys 50 i principis dels 60, Martina Pascual va encapçalar alguns dels projectes més innovadors de la biblioteca: va impulsar la primera biblioteca de barri a Palma, la del Grup Escolar de la Soledat, i també va projectar el primer bibliobús, que entrà en servei el 15 de maig de 1961. Un any després, finí a l'edat de 59 anys.